# Volskische Sprache
Die volskische Sprache wurde im antiken Italien von den Volskern gesprochen, die im Südwesten von Latium westlich des Liris siedelten. Sie gehört zur umbrischen Gruppe der italischen Sprachen und ist eng mit der marsischen und äquischen Sprache verwandt.

## Überlieferung
Von der Sprache der Volsker sind nur wenige kürzere im lateinischen Alphabet verfasste Inschriften bekannt:
- eine Bronzetafel mit einer religiösen Vorschrift aus dem 3. Jahrhundert v. Chr., die möglicherweise aus Velitrae (Velletri) stammt
- eine Bronzetafel mit einer Weihinschrift aus Antinum im Liristal

Daneben ist eine Besitzerinschrift in einem umbrisch-etruskischen Alphabet aus der ersten Hälfte des 5. Jahrhunderts v. Chr. auf einer Axt überliefert, die in Satricum gefunden wurde. Die Sprache dieser Inschrift wird auch als Paläovolskisch bezeichnet.

## Charakterisierung
Diese wenigen Zeugnisse zeigen innerhalb des Oskisch-Umbrischen eine enge Verwandtschaft mit dem Umbrischen; dafür sprechen insbesondere
- die Stellung des Vatersvornamens zwischen dem eigenen Vornamen und dem Gentilnamen: Ma. Ca. Tafanies ‚Maraeus Tafanius, der Sohn des Gaius‘ (im Oskischen ist der Vatersvorname nachgestellt).
- die Monophthongierung der Diphthonge, vgl. deve ‚der Göttin‘ (Dativ Singular von uritalisch *deivāi).